# Silbach (Schleusingen)
Silbach ist ein Ortsteil der Stadt Schleusingen im Landkreis Hildburghausen in Thüringen.

## Lage
Der Ort befindet sich auf einer Höhe 500 – 630 m ü. NN am südlichen Rande des Biosphärenreservats Vessertal. Es ist ein Dorf des Thüringer Waldes auf einer Rodungsinsel umgeben von Wald. Die Bundesautobahn 73 und die Landesstraße 3004 führen unweit südlich am Dorf vorüber und erschließen den Raum verkehrsmäßig.

## Geschichte
Der Ort ist eine Gründung des  Geschlechtes der Herren von Kühndorf und wurde 1251 erstmals urkundlich erwähnt. Der Ort gehörte zum Amt Schleusingen und teilte dessen Geschichte: bis 1583 Grafschaft Henneberg-Schleusingen, 1583–1660 gemeinsame sächsische Verwaltung, 1660–1718 albertinisches Fürstentum Sachsen-Zeitz, 1718–1815 Kurfürstentum Sachsen, 1815–1945 preußische Provinz Sachsen (Kreis Schleusingen), 1945–1952 Land Thüringen, 1952–1990 Bezirk Suhl, seit 1990 wieder Thüringen.

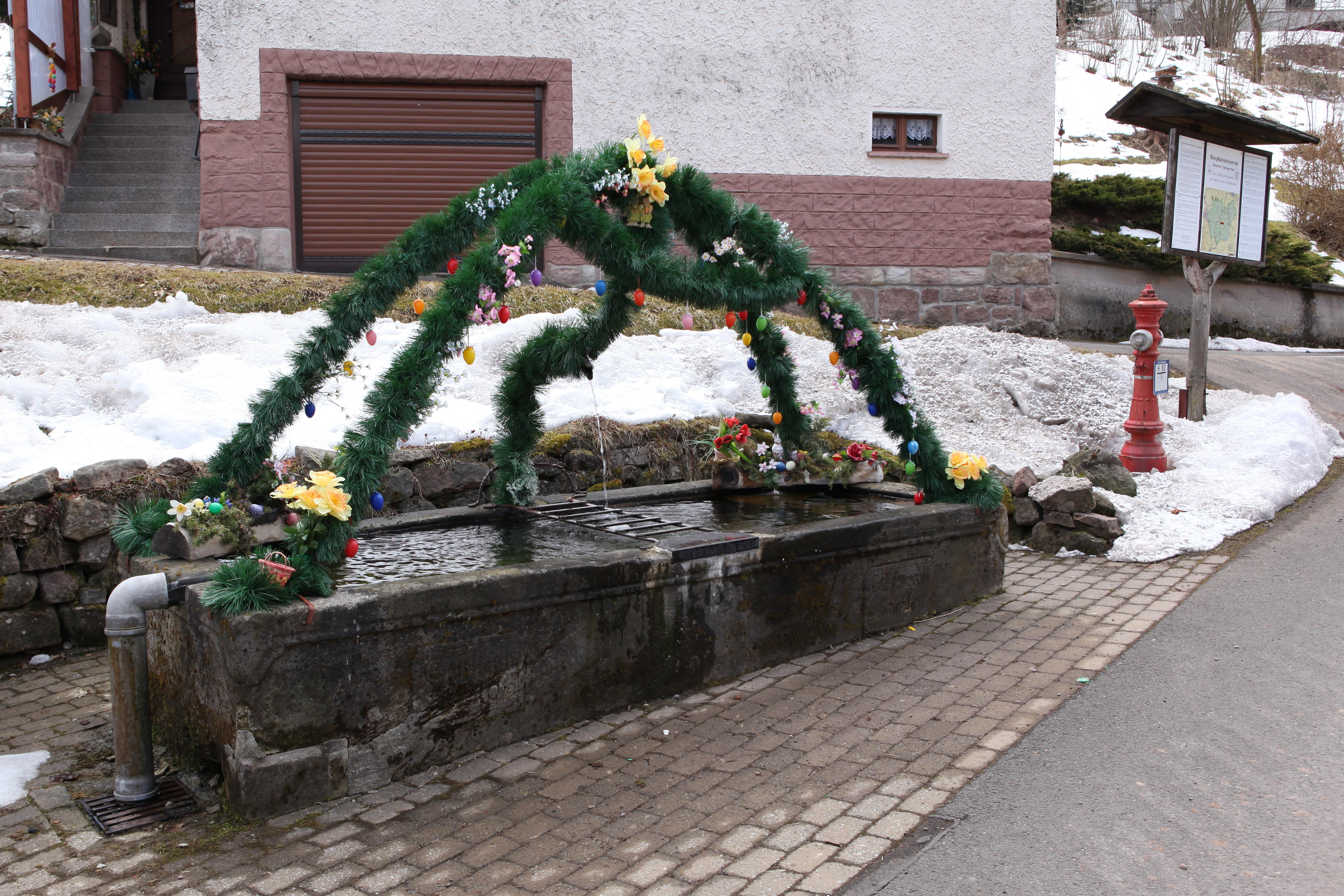
Dorfbrunnen

Silbach hat zurzeit ca. 100 Einwohner.  Im Ort gibt es ein Glockenhaus, das ehemals das Domizil des Schriftstellers Joachim Knappe war, sowie zwei Dorfbrunnen.